# ایوا-ماریا لیمتس

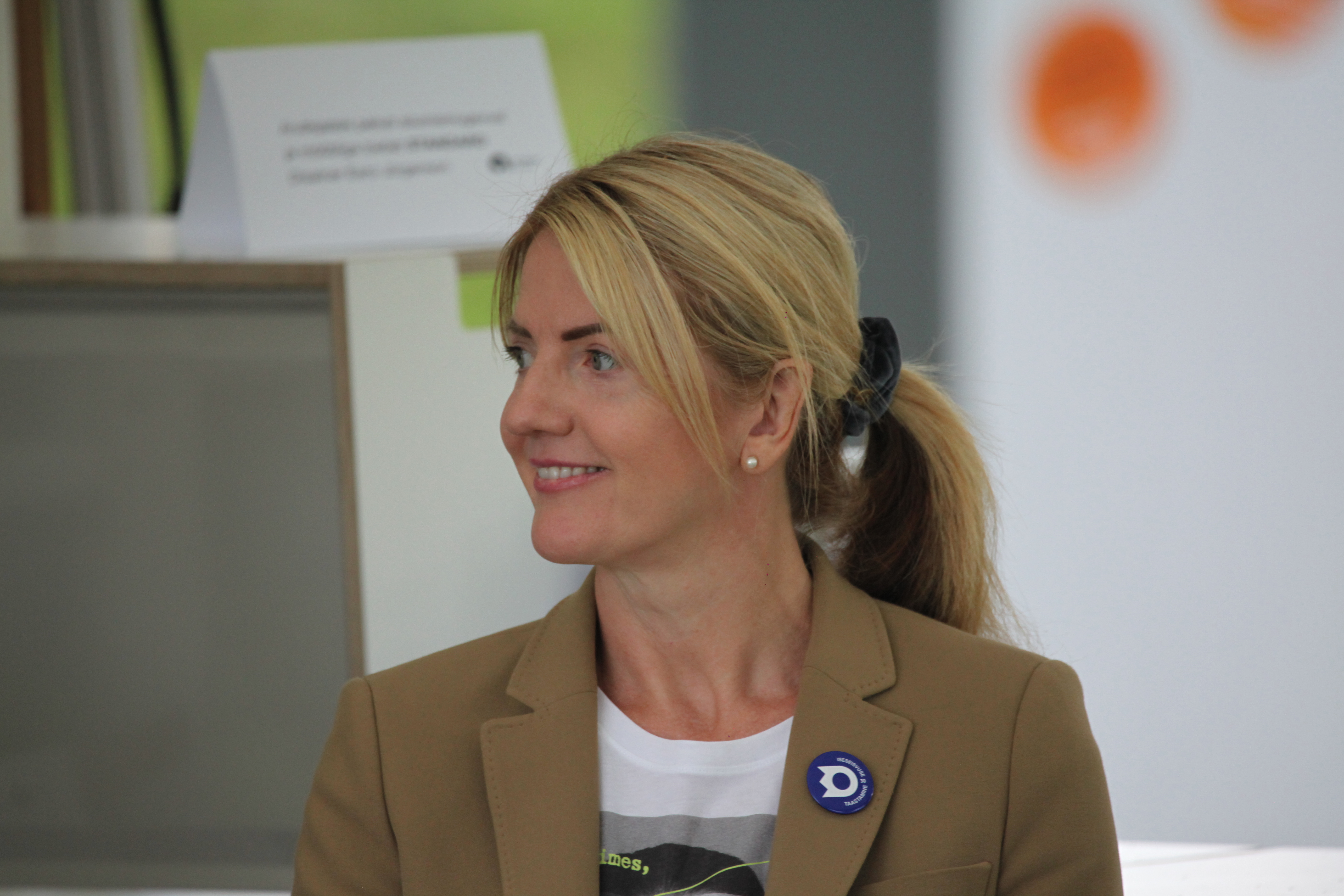
Eva-Maria Liimets (2021)

ایوا-ماریا لیمتس (انگلیسی: Eva-Maria Liimets؛ زادهٔ ۳۱ مهٔ ۱۹۷۴) سیاست‌مدار اهل استونی است.
وی از سال ۲۰۱۷ تا ۲۰۲۱ سفیر استونی در کشورهای جمهوری چک، اسلوونی و کرواسی بوده، لیمتس در ژانویه ۲۰۲۱ به‌عنوان وزیر امور خارجه استونی انتخاب شد.